# Julio Noriega Bernuy
Julio Noriega Bernuy (* 1956 im Distrikt Acochaca, Provinz Asunción, Region Ancash, Peru) ist ein peruanischer Literaturwissenschaftler und Hochschullehrer. Seine Hauptthemen sind die Literatur lateinamerikanischer Migranten, indigene Kulturen Amerikas und die Quechua-Literatur. Seit 2009 ist er am Knox College in Illinois (USA) tätig.

## Leben
Julio Noriega Bernuy wurde 1956 im Dorf Acochaca in der Provinz Asunción in Ancash geboren. Er wuchs mit zwei Sprachen auf, dem Ancash-Quechua und dem Spanischen. Er ging an die Gemischte Primarschule in Acochaca und für die Sekundarschulausbildung an das Colegio Amauta Atusparia in der Provinzhauptstadt Chacas.
Julio Noriega zog nach seinem Sekundarschulabschluss nach Lima, um an der dortigen Universidad Nacional Mayor de San Marcos (UNMSM) Literatur zu studieren, wurde 1984 Baccalaureus (Bachiller) und 1985 Lizenziat in Literatur. Danach ging er nach Pittsburgh in den Vereinigten Staaten und studierte Lateinamerikanische Literatur an der Universität Pittsburgh, wo er 1989 den Magistergrad erreichte. 1993 wurde er an derselben Universität in Literatur Lateinamerikas und der Iberischen Halbinsel promoviert. 2009 wurde er Hochschullehrer für lateinamerikanische Literatur am Knox College in Galesburg (Illinois). Seine Forschungsinteressen liegen hauptsächlich in der Literatur der lateinamerikanischen Migranten, den Kulturen Amerikas und der Quechua-Literatur.
1993 veröffentlichte Julio Noriega seine Anthologie Poesía quechua escrita en el Perú („In Peru geschriebene Quechua-Poesie“). 1994 erhielt er in Miami den Premio Letras de Oro für sein Essay Buscando una tradición poética quechua en el Perú („Suche nach einer poetischen Tradition auf Quechua in Peru“), das 1995 von der Universität Miami (Miami, Florida, USA) in spanischer Sprache veröffentlicht wurde. Eine zweite Ausgabe dieses Buches erschien 2011 mit dem Titel Escritura quechua en el Perú („Quechua-Literatur in Peru“). Im selben Jahr brachte er eine weitere Quechua-Anthologie heraus, Caminan los Apus: Escritura andina en migración („Es wandern die Apus. Literatur der Anden in der Migration“).

## Werke
- Poesía quechua escrita en el Perú. Centro de Estudios y Publicaciones, Lima 1993, OCLC 1152619679.
- Buscando una tradición poética quechua en el Perú. (= Letras de Oro). University of Miami, North-South Center Press, Iberian Studies Institute, Miami 1995, ISBN 0-935501-75-4.
- Escritura quechua en el Perú. Ediciones Pakarina, Universidad Nacional Mayor de San Marcos, Lima 2011, ISBN 978-612460001-2.
- Caminan los Apus: Escritura Andina en Migración. Pakarina Ediciones, Lima 2012, ISBN 978-612-460008-1.
- Poesía quechua en el Perú. Antología. 2. Auflage. Ministerio de Cultura-Dirección Desconcentrada de Cultura de Cusco, Cusco 2016, OCLC 1002721970.
- Poesía quechua en Bolivia. Antología. Universidad Nacional Mayor de San Marcos, Pakarina Ediciones, 2016, ISBN 978-612-429706-9.

### Mit anderen Autoren
- Julio Noriega Bernuy (Hrsg.), Dida Aguirre, Lily Flores, William Hurtado, Eduardo Ninamango, Porfirio Meneses: Five Quechua Poets/Pichka Harawikuna. Americas Society/Latin American Literary Press Review, Pittsburgh 1998.
- Julio Noriega Bernuy, Javier Morales Mena: Cine andino. Pakarina Ediciones, Lima 2015, ISBN 978-612-429703-8.